# 荒木憲一
荒木 憲一（あらき けんいち）は、日本の脚本家。主にアニメ・特撮作品を手掛ける。

## 概要
脚本家・杉村升に師事し、『仮面ライダーBLACK』第20話「ライダーの墓場」でデビュー（その回は師匠である杉村と共に脚本を執筆。以後杉村がメインライターを務めた作品にて彼と共に脚本を行うこともあった）。スーパー戦隊シリーズ・ウルトラシリーズなどの特撮やアニメーションの脚本を執筆。仮面ライダー・スーパー戦隊・ウルトラシリーズ・メタルヒーローシリーズと、日本の有名特撮全てに参加している数少ない脚本家の一人である。
小学生のころは『ジャンボーグA』に登場するジャンボーグ9のデザイン公募に応募していた。

## 作品

### テレビアニメ
- ママは小学4年生（1992）
- 花の魔法使いマリーベル（1992-1993）
- 少年アシベ2（1992-1993）
- 熱血最強ゴウザウラー（1993-1994）
- ヤマトタケル（1994）
- BLUE SEED（1994-1995）
- 黄金勇者ゴルドラン（1995-1996）
- 勇者指令ダグオン（1996-1997） ※シリーズ構成
- CLAMP学園探偵団（1997）
- 超特急ヒカリアン（1997-2000）
- 魔法のステージファンシーララ（1998）
- 魔術士オーフェン（1998-1999）
- 快傑蒸気探偵団 TV ANIMATION SERIES（1998-1999）
- それゆけ!宇宙戦艦ヤマモト・ヨーコ（1999）
- 超発明BOYカニパン（1999）
- ゾイド -ZOIDS-（1999-2000）
- ゾイド新世紀スラッシュゼロ（2001）
- 電脳冒険記ウェブダイバー（2001-2002）
- The Soul Taker 〜魂狩〜（2001）
- スターオーシャンEX（2001）
- バビル2世（2001）
- Witch Hunter ROBIN (2002）
- ガンフロンティア（2002）
- アニメ登場なし（2003-2005）
- 鉄人28号（2004）
- うえきの法則（2005-2006）
- サルゲッチュ（2007年）
- ロックマンエグゼ・シリーズ ※シリーズ構成
  - ロックマンエグゼ（2002-2003）
  - ロックマンエグゼAXESS（2003-2004）
  - ロックマンエグゼStream（2004-2005）
  - ロックマンエグゼBEAST（2005-2006）
  - ロックマンエグゼBEAST+（2006）
- 流星のロックマン・シリーズ ※シリーズ構成
  - 流星のロックマン（2006-2007）
  - 流星のロックマン トライブ（2007-2008）
- 夏目友人帳（2008）
  - 続 夏目友人帳（2009）
- PandoraHearts（2009）
- Rio RainbowGate!（2011）
- 爆TECH!爆丸（2012-2013）
- デュエル・マスターズ ビクトリーV3（2013） ※シリーズ構成
- 爆TECH!爆丸 ガチ（2013）
- アクティヴレイド -機動強襲室第八係-（2016）
- トミカハイパーレスキュー ドライブヘッド 機動救急警察（2017） ※シリーズ構成
- ゾイドワイルド ZERO（2019） ※シリーズ構成

### 劇場版アニメ
- ロックマンエグゼ 光と闇の遺産（2005）
- 映画 ドライブヘッド〜トミカハイパーレスキュー 機動救急警察〜（2018年）

### 特撮
- 仮面ライダーBLACK（1987-1988）
- 仮面ライダーBLACK RX（1988-1989）
- 機動刑事ジバン（1989-1990）
- 特警ウインスペクター（1990-1991）
- 鳥人戦隊ジェットマン（1991-1992）
- 恐竜戦隊ジュウレンジャー（1992-1993）
- 超光戦士シャンゼリオン（1996）
- ウルトラマンコスモス（2001-2002）
- ウルトラマンネクサス（2004-2005）
- ウルトラギャラクシー大怪獣バトル（2007-2008） ※シリーズ構成
- ウルトラギャラクシー大怪獣バトル NEVER ENDING ODYSSEY(2009)　シリーズ構成
- ウルトラ銀河伝説外伝 ウルトラマンゼロVSダークロプスゼロ（2010）
- ウルトラマンゼロ外伝 キラー ザ ビートスター(2011)
- ウルトラマンギンガ（2013）

### 漫画原作
- 大怪獣バトル ウルトラアドベンチャー(2008年-2009年)
- 大怪獣バトル ウルトラアドベンチャーNEO(2009年-2010年）